# Aldover
Aldover è un comune spagnolo di 774 abitanti situato nella comunità autonoma della Catalogna.